# Camaroptère barrée
Calamonastes fasciolatus
Espèce
Statut de conservation UICN

 LC  : Préoccupation mineure
La Camaroptère barrée (Calamonastes fasciolatus) est une espèce de passereaux de la famille des Cisticolidae.

## Répartition et sous-espèces
Selon la classification de référence du Congrès ornithologique international (14.2, 2024) :
- C. f. pallidior Hartert, 1907 — sud-ouest de l'Angola
- C. f. fasciatus (Smith, 1847) — Namibie, Botswana, ouest du Zimbabwe et nord de l'Afrique du Sud
- C. f. europhilus (Clancey, 1970) — sud-est du Botswana, sud du Zimbabwe et nord-est de l'Afrique du Sud